# Mistrzostwa Świata Juniorów w Narciarstwie Alpejskim 1991
10. Mistrzostwa świata juniorów w narciarstwie alpejskim odbyły się w dniach 8 kwietnia - 14 kwietnia 1991 r. w norweskim Geilo w okręgu Buskerud. Rozegrano po 5 konkurencji dla kobiet i mężczyzn. W klasyfikacji medalowej triumfowała reprezentacja Włoch, której zawodnicy zdobyli też najwięcej medali, siedem, w tym 3 złote, 2 srebrne i 2 brązowe. 

## Wyniki
| Pozycja | Zawodnik           | Narodowość | Czas    |
| ------- | ------------------ | ---------- | ------- |
|         | Ivan Bormolini     | Włochy     | 1:05,48 |
|         | Ernesto De Mattia  | Włochy     | 1:05,69 |
|         | Karl Heinz Molling | Włochy     | 1:06,02 |
| 4.      | Manfred Widauer    | Austria    | 1:06,11 |
| 5.      | Luca Cattaneo      | Włochy     | 1:06,12 |
| 6.      | Bruno Kernen       | Szwajcaria | 1:06,14 |

| Pozycja | Zawodniczka         | Narodowość | Czas    |
| ------- | ------------------- | ---------- | ------- |
|         | Céline Dätwyler     | Szwajcaria | 1:08,87 |
|         | Cornelia Meusburger | Austria    | 1:09,06 |
|         | Karine Allard       | Francja    | 1:09,27 |
| 4.      | Swietłana Nowikowa  | ZSRR       | 1:09,28 |
| 5.      | Kirsten Rogers      | USA        | 1:09,32 |
| 6.      | Regina Häusl        | Niemcy     | 1:09,59 |

| Pozycja | Zawodnik          | Narodowość | Czas    |
| ------- | ----------------- | ---------- | ------- |
|         | Jure Košir        | Jugosławia | 1:27,16 |
|         | Christian Mayer   | Austria    | 1:27,51 |
|         | Bruno Kernen      | Szwajcaria | 1:28,03 |
| 4.      | Gaëtan Llorach    | Francja    | 1:28,07 |
| 5.      | Christian Walker  | Szwajcaria | 1:28,10 |
| 6.      | Massimo Zucchelli | Włochy     | 1:28,36 |

| Pozycja | Zawodniczka           | Narodowość | Czas    |
| ------- | --------------------- | ---------- | ------- |
|         | Julie Lunde Hansen    | Norwegia   | 1:15,16 |
|         | Isabel Picenoni       | Szwajcaria | 1:15,96 |
|         | Karine Allard         | Francja    | 1:16,07 |
| 4.      | Alexandra Meissnitzer | Austria    | 1:16,19 |
| 5.      | Michaela Messner      | Włochy     | 1:16,20 |
| 6.      | Katherine Davenport   | USA        | 1:16,27 |

| Pozycja | Zawodnik           | Narodowość | Czas    |
| ------- | ------------------ | ---------- | ------- |
|         | Massimo Zucchelli  | Włochy     | 2:04,64 |
|         | Gerhard Greber     | Austria    | 2:04,71 |
|         | Franck Carmagnolle | Francja    | 2:04,74 |
| 4.      | Ivan Bormolini     | Włochy     | 2:04,77 |
| 5.      | Christian Mayer    | Austria    | 2:04,93 |
| 6.      | Tobias Hellman     | Szwecja    | 2:04,95 |

| Pozycja | Zawodniczka         | Narodowość | Czas    |
| ------- | ------------------- | ---------- | ------- |
|         | Sabina Panzanini    | Włochy     | 2:09,95 |
|         | Barbara Brlec       | Jugosławia | 2:10,46 |
|         | Martina Ertl        | Niemcy     | 2:10,46 |
| 4.      | Isabel Picenoni     | Szwajcaria | 2:10,50 |
| 5.      | Cornelia Meusburger | Austria    | 2:10,54 |
| 6.      | Corinne Rey-Bellet  | Szwajcaria | 2:10,79 |

| Pozycja | Zawodnik         | Narodowość | Czas    |
| ------- | ---------------- | ---------- | ------- |
|         | Casey Puckett    | USA        | 1:33,29 |
|         | Sébastien Amiez  | Francja    | 1:33,66 |
|         | Andrea Zinsli    | Szwajcaria | 1:33,67 |
| 4.      | Christian Walker | Szwajcaria | 1:33,78 |
| 5.      | Roberto Boselli  | Włochy     | 1:33,80 |
| 6.      | Stefan Wiberg    | Szwecja    | 1:33,91 |

| Pozycja | Zawodniczka      | Narodowość | Czas    |
| ------- | ---------------- | ---------- | ------- |
|         | Urška Hrovat     | Jugosławia | 1:20,21 |
|         | Morena Gallizio  | Włochy     | 1:21,75 |
|         | Sabina Panzanini | Włochy     | 1:21,91 |
| 4.      | Anick Aubert     | Szwajcaria | 1:22,19 |
| 5.      | Erika Hansson    | Szwecja    | 1:22,23 |
| 6.      | Carrie Sheinberg | USA        | 1:22,27 |

| Pozycja | Zawodnik           | Narodowość | Punkty |
| ------- | ------------------ | ---------- | ------ |
|         | Bruno Kernen       | Szwajcaria |        |
|         | Ivan Bormolini     | Włochy     |        |
|         | Christian Mayer    | Austria    |        |
| 4.      | Casey Puckett      | USA        |        |
| 5.      | Karl Heinz Molling | Włochy     |        |
| 6.      | Roberto Boselli    | Włochy     |        |

| Pozycja | Zawodniczka         | Narodowość | Punkty |
| ------- | ------------------- | ---------- | ------ |
|         | Cornelia Meusburger | Austria    |        |
|         | Urška Hrovat        | Jugosławia |        |
|         | Martina Ertl        | Niemcy     |        |
| 4.      | Angela Zimmermann   | Niemcy     |        |
| 5.      | Barbara Brlec       | Jugosławia |        |
| 6.      | Monika Käslin       | Szwajcaria |        |

## Klasyfikacja medalowa
| Miejsce | Państwo           |   |   |   | złoto · srebro · brąz |
| ------- | ----------------- | - | - | - | --------------------- |
| 1.      | Włochy            | 3 | 2 | 2 | 7                     |
| 2.      | Jugosławia        | 2 | 2 | 0 | 4                     |
| 3.      | Szwajcaria        | 2 | 1 | 2 | 5                     |
| 4.      | Austria           | 1 | 3 | 1 | 5                     |
| 5.      | Norwegia          | 1 | 0 | 0 | 1                     |
|         | Stany Zjednoczone | 1 | 0 | 0 | 1                     |
| 7.      | Francja           | 0 | 1 | 3 | 4                     |
| 8.      | Niemcy            | 0 | 1 | 1 | 2                     |